# コミッション (マフィア)
コミッション（The Commission）とは、アメリカの犯罪組織マフィア（コーサ・ノストラ）のイタリア系ファミリーの指導者（通常ボス）の集まりで、全国委員会などと訳される。

## 概要
本来は全国の代表が集まるが、東部のマフィアあるいはニューヨークのマフィアだけの集まりを指して言う場合もある。ニューヨークの五大ファミリーの他にシカゴ・アウトフィット、フィラデルフィア一家が中心となっている。不定期で、会議目的の多くはファミリー間の紛争解決やボスの後継ぎなどである。会議の内容が外に漏れることはなく、実際に何を話しているのかは不明である。前後に発生した抗争や事件などにより会議の内容を推し量るのが通例である。

## 初期
1931年、ラッキー・ルチアーノが五大ファミリーの主導権を握った時、縄張り争いを解決する目的で会議を始めたのが現コミッションとされるが、これより前からシチリアマフィアにはリーダーが集まって会議を開く風習があり、ルチアーノはこれを継承したと見られている。
起源はニューヨークのシチリア移民がマフィア一家を形成しはじめた1910年代に遡り、紛争解決などを目的に各派リーダーが集まり、会議を行っていた。1920年代初めにはサルヴァトーレ・ダキーラが各派リーダーを集め、当時監獄から出所して勢力を取り戻そうとしたジュゼッペ・モレロらに死の宣告を出したと伝えられる。
1928年12月、ダキーラの死を契機にクリーヴランドで大掛かりなシチリア系マフィア会議が開かれた（通称クリーヴランド会議）。ニューヨークからジョゼフ・プロファチやヴィンセント・マンガーノ、地元クリーヴランドのローカルマフィアなどが参集していた（警察の摘発で会議の存在が露見）。
1930年12月、ボストンで開かれた会議では、カステランマレーゼ戦争を終結させるべく中立マフィアが主導して和平交渉が行なわれた（停戦コミッション）。形勢有利だった一方の当事者マランツァーノ側に停戦を迫ったが拒否された。最終的な決断はファミリーボスに委ねられコミッションに強制力がないことを露呈した。ボストンのガスパール・メッシーナの他、シカゴやピッツバーグのマフィアが参加した（ニコラ・ジェンタイルの証言）。

## ルチアーノ以降
1930年代前半、カステランマレーゼ戦争の反動でルチアーノを中心に平和協調路線が推し進められ、コミッションは全米のマフィアネットワークの中核として機能した。規模の小さい地方ファミリーは、通常ニューヨークやシカゴのファミリーが代理出席を引き受けた。
1946年12月、キューバのハバナで開かれたコミッションには全米の多くのマフィアが参集し、アメリカから追放されたルチアーノやユダヤ系ギャングのランスキーが参加していたとされる（通称ハバナ会議）。
1957年11月、ニューヨーク州の町オウェゴ（Owego）の郊外アパラチン（Apalachin）で開かれた会議は、史上最も有名かつ大規模だったとされる（アパラチン会議）。議題は、ニューヨーク五大ファミリーのボスの1人、アルバート・アナスタシアの後継問題、ジェノヴェーゼ一家のヴィト・ジェノヴェーゼの新ボス就任報告だったと言われているが、警察の取り締まりにあって全米から参集したボスや幹部が60人以上逮捕され、初めて一般大衆にマフィアの存在を知らしめることとなった。
1960年代には、アナスタシアの後継ボスのカルロ・ガンビーノがコミッションをマフィア外交の場として最大限に活用し、ライバルの追放や傀儡ボスの任命などを通じてコミッションを支配した。
1963年夏、アトランティック・シティで開かれたコミッションには、ステファノ・マガディーノ、ガンビーノ、トーマス・ルッケーゼ、ジョゼフ・ボナンノ、ジョゼフ・マリオッコ、アンジェロ・ブルーノらが参加し、プロファチ一家（現コロンボ一家）の後継ボス問題やボナンノのロサンゼルス進出問題が議論されたと言われた。
1966年9月22日にクイーンズのイタリアンレストランLa Stellaで開かれたコミッションには、ガンビーノ、アニエロ・デラクローチェ、ジョゼフ・コロンボ、マイク・ミランダ、トーマス・エボリ、カルロス・マルセロ、サント・トラフィカンテなどが参集していた（新聞等で「リトル・アパラチン」と言われた）。同会議は、ミランダを尾行していた刑事の通報により露見し、出席メンバー全員が拘束された。ボスの1人トーマス・ルッケーゼが深刻な病気に罹っていたことからルッケーゼの後継者問題が議論されたと言われた。